# 보헤미클라불루스

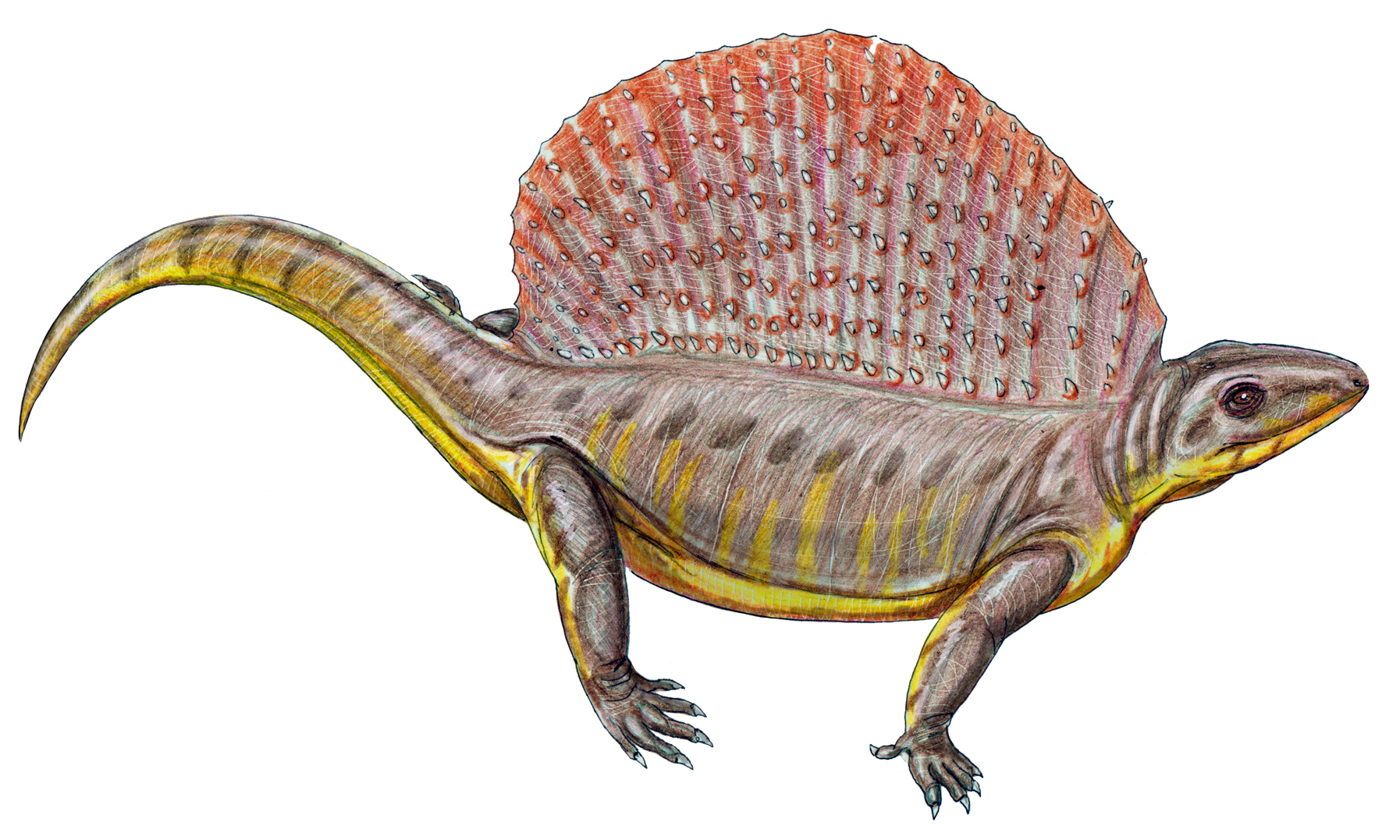

보헤미클라불루스(학명:Bohemiclavulus mirabilis)는 반룡목 에다포사우루스과에 속하는 도마뱀이다. 지금은 멸종된 종으로서 전체적인 몸길이가 3m인 거대한 반룡에 속한다.

## 특징
보헤미클라불루스속은 체코의 슬란층에서 발견된 시냅스과(단궁류)의 한 속이다. 이것은 단일 가시성 프로세스 조각에서만 알려져 있다. 안토닌 프리치는 원래 보헤미클라불스라는 이름을 이항형 나오사우루스 미라빌리스와 함께 지었다. 그것은 1895년에 이안타사우루스 미라빌리스로 이름이 바뀌었고 그 해 말에는 에다포사우루스 미라빌리스로 이름이 바뀌었다. 2019년에 이 종을 위한 새로운 속들이 만들어졌다. 보헤미클라불루스는 에다포사우루스과의 반룡에 속하는 도마뱀의 특징인 등에 돛을 달고 있었으며 이를 통해서 자신의 몸에 대한 체온을 조절하는 것이 가능하였다. 앞다리와 뒷다리도 크게 발달되어 있다. 양턱에는 총 10~15개의 톱니 모양을 가진 이빨을 가지고 있다. 먹이로는 당대에 서식했던 곤충, 절지동물과 같은 육식성의 먹이와 식물의 잎, 열매, 씨앗과 같은 초식성의 먹이까지 모두 섭이했을 잡식성의 도마뱀으로 추정된다.

## 생존시기와 서식지와 화석의 발견
보헤미클라불루스가 생존했었던 시기는 고생대의 석탄기와 페름기로서 지금으로부터 3억 5920만년전~2억 4500만년전에 생존했었던 종이다. 생존했었던 시기에는 유럽을 중심으로 하여서 당시에 존재했었던 초원, 산림에서 주로 서식했었던 도마뱀이다. 화석의 발견은 1895년에 유럽의 국가 중에 하나인 체코의 슬란 층에 형성된 석탄기와 페름기의 지층에서 체코의 고생물학자인 프리치에 의하여 처음으로 화석이 발견되어 새롭게 명명된 종이다.

## 같이 보기
- 파충류
- 고생대
- 석탄기
- 페름기
- 반룡류
- 단궁류
- 도마뱀
- 화석